# Pseudohypaspidius funestus
Pseudohypaspidius funestus är en skalbaggsart som beskrevs av Ohaus 1910. Pseudohypaspidius funestus ingår i släktet Pseudohypaspidius och familjen Rutelidae. Inga underarter finns listade i Catalogue of Life.